# Malé Výkleky
Malé Výkleky település Csehországban, a Pardubicei járásban. Malé Výkleky Klamoš, Přepychy, Chýšť, Vápno, Voleč és Žáravice településekkel határos. Lakosainak száma 135 fő (2024. január 1.).

## Népesség
A település lakosságának változását az alábbi diagram mutatja:
| Lakosok száma | 180  | 238  | 207  | 182  | 157  | 119  | 131  | 130  | 124  | 135  |
|               | 1869 | 1900 | 1921 | 1961 | 1980 | 2011 | 2016 | 2019 | 2021 | 2024 |